# Aneka
Aneka (Edinburgh, 1947. november 20. –) skót énekesnő. Valódi neve: Mary Sandeman. 1981-ben jelentős sikert ért el a Japanese Boy című dallal. Noha néhány kisebb slágere volt még, sőt nagylemeze is megjelent, ma már csak „egyslágeres csodaként” emlékeznek rá.

## Pályafutása
Aneka életéről nagyon kevés információ került nyilvánosságra: a „rejtőzködő sztárok” közé tartozott, aki magánéletét nem kívánta a nyilvánosság előtt élni. Szemfüles újságírók jöttek rá arra, hogy valójában Mary Sandeman, közepes sikerű folk-énekesnővel azonos. Nagy slágere, a Japanese Boy a Hansa (a Boney M. kiadója) emblémája alatt jelent meg 1981-ben. A felvétel rendkívül népszerű lett nem csak a diszkókban: számos európai országban a slágerlista csúcsára került. A lemezborítón Aneka kimonóban, gésának maszkírozva látható, és a dalhoz kapcsolódó élő fellépéseken is ebben a jelmezben lépett fel. Az énekesnő következő dalai szintén népszerűek lettek: Little Lady; Ooh Shooby Doo Doo Lang; I Was Free. Még 1981-ben megjelent a Japanese Boy című bemutatkozó albuma, melyre a dalok többségét Bobby Heatlie szerezte. A sikeres folytatásnak két körülmény vetett véget. Az egyik maga Aneka volt, aki a sikerrel együttjáró felfokozott médiaérdeklődés miatt interjúiban többször megpendítette, hogy inkább visszavonul a számára túl nagy nyilvánosság elől. A másik – fontosabb – ok az volt, hogy a diszkózene az 1980-as évek elején háttérbe szorult, a Japanese Boy is már az utolsó hullámmal érkezett. Az énekesnő 1983-as kislemeze, a Heart to Beat / Starshine már nem keltett különösebb figyelmet. Ugyanez lett a sorsa a következő kislemeznek is, ezért Aneka eltűnt a pop színpadáról, és később mint Mary Sandeman tért vissza, ismét folkdalokkal, ismét szűkebb közönség érdeklődését felkeltve.
2006-ban a Channel 4 tévécsatorna Bring Back the One Hit Wonders címmel műsort készített, melybe számos „egyslágeres csodá”-t meghívtak, köztük Anekát is. Az énekesnő azonban visszautasította a felkérést, nem kívánt Skóciából Londonba utazni a tévéfelvételre, és nem kívánt nosztalgiázni sem saját nagy slágerének előadásával.

## Ismertebb lemezei

### Kislemezek, maxik
- 1981 Japanese Boy / Ae Fond Kiss
- 1981 Japanese Boy (Long Version) / Japanese Boy (Short Version)
- 1981 Little Lady / Chasing Dreams
- 1982 Ooh Shooby Doo Doo Lang / Could It Last A Little Longer
- 1982 I Was Free / Alistair McColl
- 1983 Heart to Beat / Starshine
- 1984 Rose, Rose, I Love You / My Johnny (Kneels & Kisses Me)

### Album
- 1981 Aneka

## Slágerlistás helyezések
- Japanese Boy

Anglia: 1981. augusztus 4-étől 12 hétig. Legmagasabb pozíció: 1. hely

Ausztria: 1981. november 1-jétől 14 hétig. Legmagasabb pozíció: 4. hely
Írország: 1981. szeptember 6-ától 6 hétig. Legmagasabb pozíció: 1. hely

Norvégia: 1981. A 42. héttől 13 hétig. Legmagasabb pozíció: 4. hely

NSZK: 1981. szeptember 24-étől. Legmagasabb pozíció: 3. hely

Svájc: 1981. október 11-étől 11 hétig. Legmagasabb pozíció: 1. hely

Svédország: 1981. szeptember 25-étől 10 hétig. Legmagasabb pozíció: 1. hely
- Little Lady

Anglia: 1981. november 3-ától 4 hétig. Legmagasabb pozíció: 50. hely

Ausztria: 1982. február 1-jétől 6 hétig. Legmagasabb pozíció: 7. hely

NSZK: 1981. december 31-étől. Legmagasabb pozíció: 10. hely

Svédország: 1982. január 12-étől 3 hétig. Legmagasabb pozíció: 14. hely
- Ooh Shooby Doo Doo Lang

Ausztria: 1982. május 15-étől 4 hétig. Legmagasabb pozíció: 8. hely

NSZK: 1982. június 3-ától. Legmagasabb pozíció: 18. hely